# Дизайн интерьера

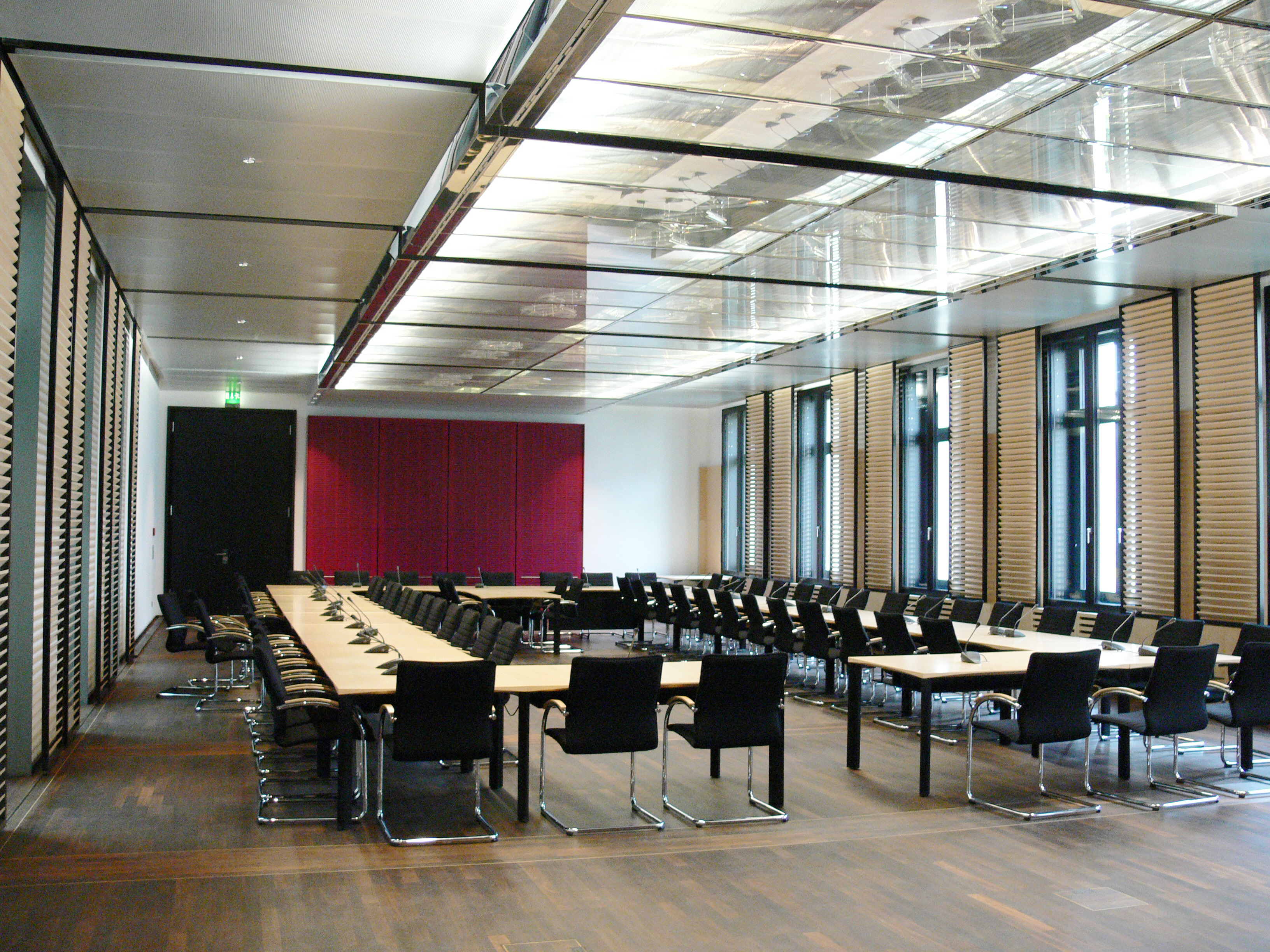
Интерьер зала заседаний

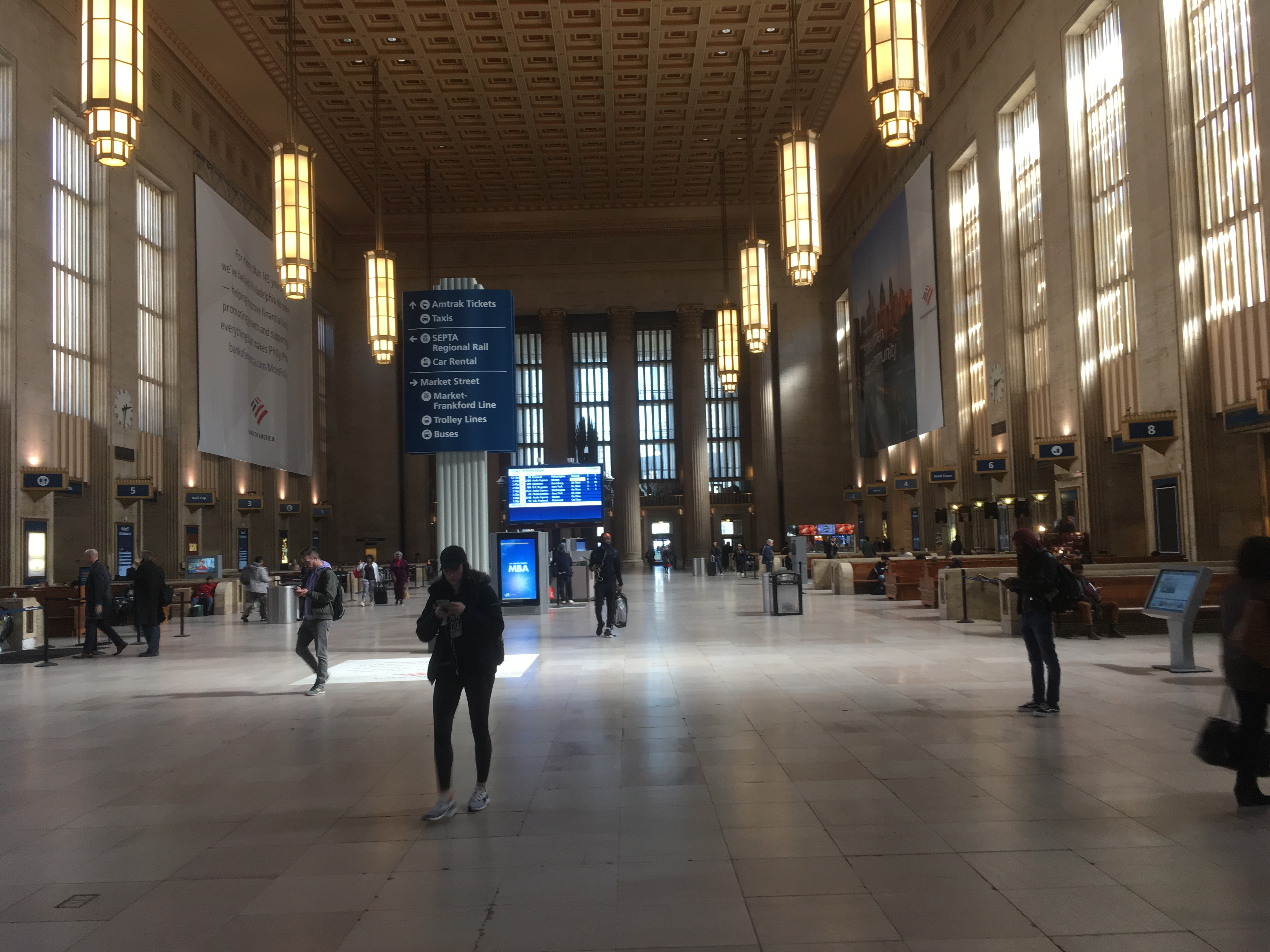
Ар-деко интерьер большого зала на станции 30th Street в Филадельфии

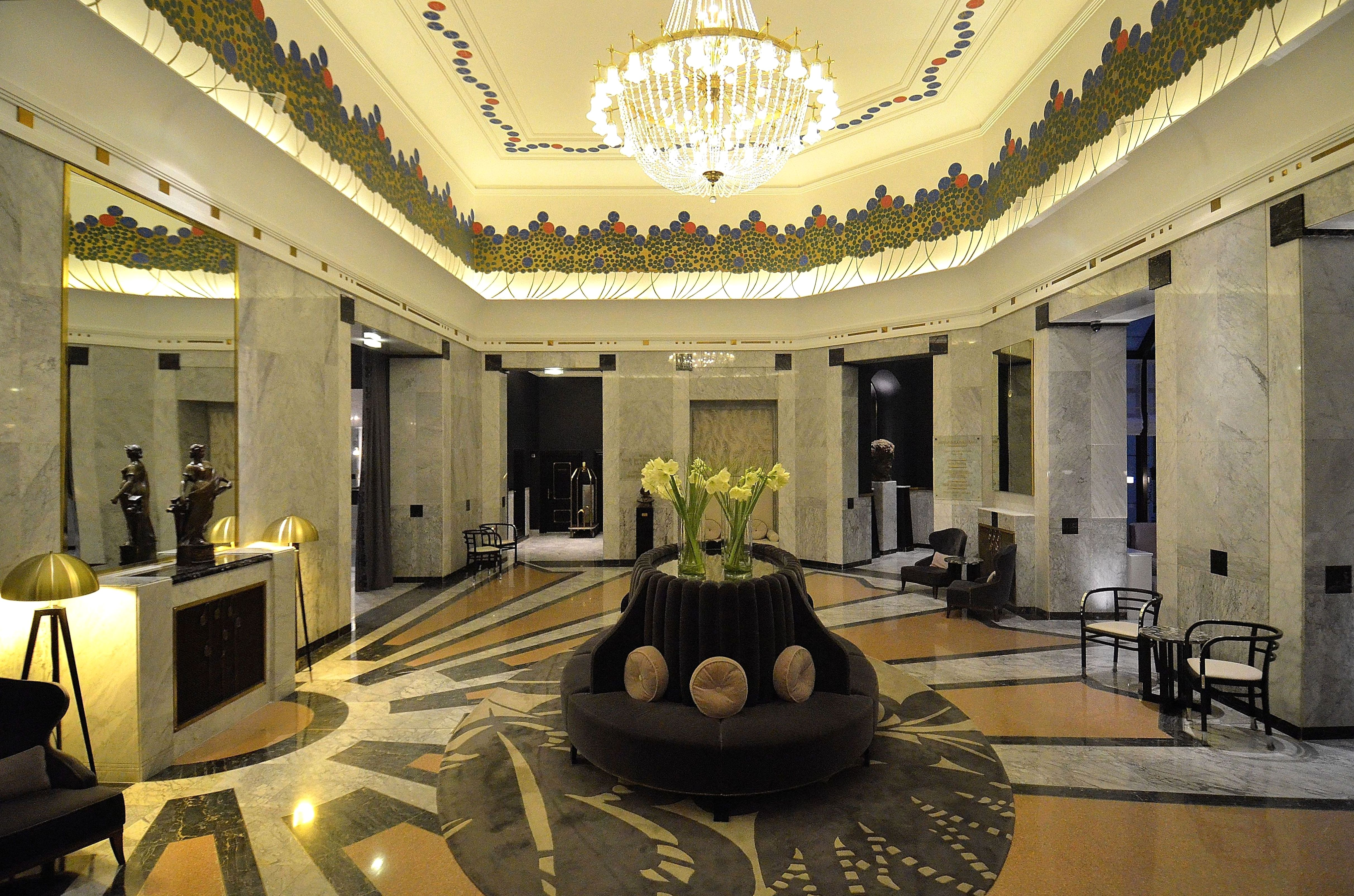
Лобби отеля Бристоль в Варшаве

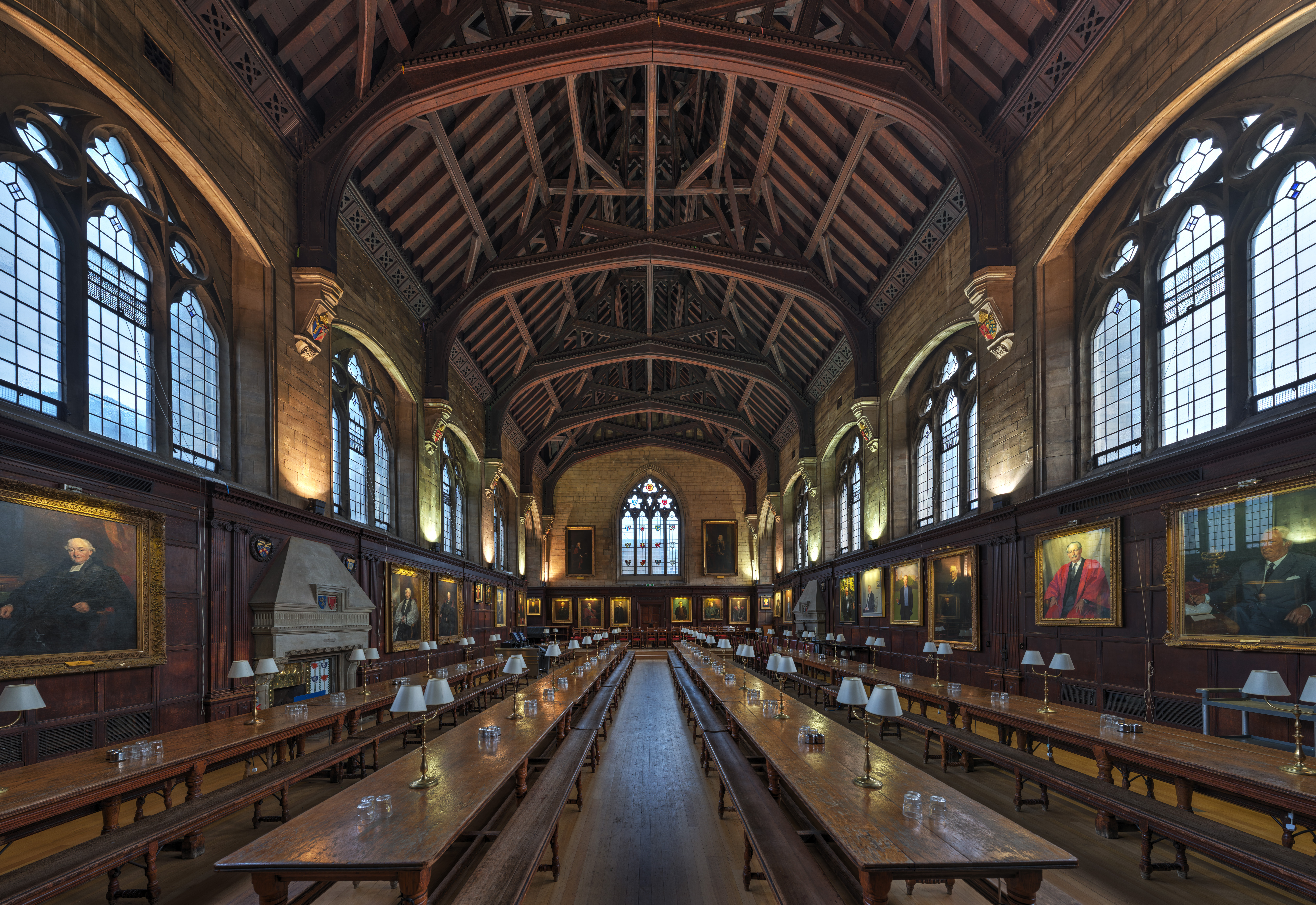
Обеденный зал Баллиол-колледжа в Оксфорде

Диза́йн интерье́ра (интерье́рный диза́йн) — разновидность дизайн-проектирования, предметом которого является структура архитектурного интерьера; основной целью — приведение к гармоническому единству функции помещения, предметно-пространственной среды и деятельности человека. Дизайн интерьера призван сочетать утилитарные, эстетические, технико-конструктивные и, в отдельных случаях, художественно-образные свойства проектируемого пространства. Дизайнер также решает задачи оптимизации трудовых процессов в помещении, улучшает навигацию, разрабатывает оформление специализированных помещений соответственно их функции (например, студий звукозаписи, киномонтажа, фотографии; аквапарков). Дизайнер управляет всем процессом проектирования, начиная с планировки помещения, устройства освещения, систем вентиляции, акустики; отделки стен; и заканчивая размещением мебели и установкой навигационных знаков.

## История
В прошлом проектирование интерьеров входило в процесс работы архитектора, затем возникла отдельная профессия архитектора-декоратора, специалиста по оформлению интерьера, также как и профессия инженера-конструктора. Профессия дизайнера интерьера сложилась в конце XIX века в русле появления промышленного дизайна как такового, в результате коренных изменений методики проектирования, многообразия функций и усложнения требований к организации внутреннего архитектурного пространства, возникновения новых технологий и строительных материалов. Произошло соединение традиционного архитектурного проектирования и новой методики дизайн-проектирования. Это стало частью новых тенденций в архитектуре XX-XXI веков, формирования особой дизайн-архитектуры .
Стремление к эффективному использованию пространства, удобству пользователя и функциональному дизайну способствовало развитию современной профессии дизайнера интерьера. Этот термин менее распространен в Великобритании, где профессия дизайна интерьера все ещё не регулируется и, следовательно, строго говоря, ещё официально не является профессией. Профессия дизайнера интерьера отделена и отличается от роли декоратора интерьера, термин, обычно используемый в США.
Строители древней Индии также придавали отдельное значение обустройству внутреннего пространства зданий. Это видно из упоминаний архитектора Вишвакармы — одного из богов в индийской мифологии. Кроме того, скульптуры, изображающие древние тексты и события, можно увидеть во дворцах, построенных в Индии 17-го века. В средневековье настенные росписи в Индии были характерной чертой дворцовых особняков, широко известных как хавелис (Хавел — традиционный таунхаус или особняк в Индийском субконтиненте, как правило, один с исторической и архитектурной значимостью). В то время как большинство традиционных домов покончили с современными зданиями, существует около 2000 хавели в Shekhawati области Rajashtan, что видеостена художественные картины.
havelis
В Древнем Египте «дома душ» или модели домов помещали в гробницы в качестве вотивных предметов. Исходя из этого, можно различить особенности организации внутреннего пространства различных резиденций в разных египетских династиях, такие как изменения в вентиляции, портиках, колоннах, лоджиях, окнах и дверях.
В течение 17-го и 18-го века и в начале 19-го века внутренняя отделка интерьера была предметом заботы хозяина или ремесленника, который давал советы по оформлению внутреннего пространства. 

## Коммерческий дизайн Нового времени

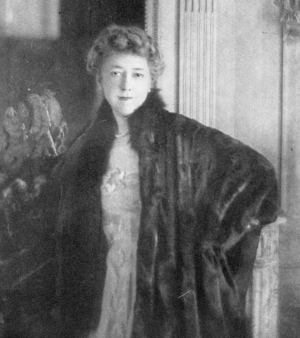
Американский дизайнер интерьеров Элси де Вульф в 1913 году

В середине — конце XIX века требования к оформлению интерьеров жилых и административных зданий значительно расширились, так как средний класс в индустриальных странах увеличивался, и начал стремиться к тому, чтобы богатство внутри страны укрепляло их новый статус. Крупные мебельные фирмы начали заниматься общим проектированием интерьера, предлагая полную меблировку дома в различных архитектурных стилях. Такая модель процветала с середины века до 1914 года, когда эту роль все чаще узурпировали независимые, часто любительские архитектурные бюро. Это проложило путь к появлению профессионального дизайна интерьера и зарождению новой профессии в середине XX века.
В 1950-х и 1960-х годах архитекторы-оформители стали рекламировать свою профессию более широко и в художественном отношении и стали проектировать мебель для промышленного производства. Чтобы удовлетворить растущий спрос на проекты коммерческих контор, отелей и общественных зданий, эти предприятия стали намного более крупными и сложными, нанимая строителей, столяров, штукатуров, художников по текстилю, мебели, а также инженеров и техники для выполнения работ. Фирмы начали публиковать и распространять каталоги своих проектов, чтобы привлечь внимание растущего среднего класса.
Поскольку универмаги увеличились в количестве и размерах, торговые площади внутри магазинов были оформлены в разных стилях в качестве примеров для покупателей. Одним из особенно эффективных рекламных инструментов было создание модельных залов на национальных и международных выставках в выставочных залах для широкой публики. Некоторые из первых фирм в этой области были Waring & Gillow (обустройство кабинетов: столы, ящики, тумбы, шкафы, бары и т. д.), James Shoolbred (многофункциональные шкафы, столы и парты и другое), Mintons и Holland & Sons (компания была лидером в керамическом дизайне, работая над множеством различных керамических корпусов, декоративных технологий и "великолепный мир стилей — формы рококо с восточными мотивами, классические формы со средневековыми узорами и границы в стиле модерн были одними из многих замечательных смесей).
Эти традиционные фирмы, производящие высококачественную мебель, стали играть важную роль в качестве консультантов по поиску клиентов среднего класса на вкус и стиль и начали заключать контракты на разработку и отделку интерьеров многих важных зданий в Великобритании.

## Архитектурные стили традиционного проектирования
В проектировании интерьера как составной части архитектурной композиции существует множество различных стилей, которые сформировались в разные исторические эпохи. Одно и то же помещение, например, конференц-зал, может быть оформлено в разных стилях: романском, модернистском, ренессансном, барокко и других.
Исторические стили:
- Авангард[5] подразумевает «яркую палитру цветов в отделке», отказ от обоев и лепнины в пользу лаконичных крашеных или ламинированных стен, необычная форма мебели, в качестве украшений приветствуется авангардная живопись.
- Ампир[6] представляет собой развитие классицизма и подразумевает наличие колонн, пилястр, портиков и лепнины в сочетании с настенными украшениям военной тематики (гербы, клинки, доспехи). Массивная мебель преимущественно резная и темных тонов, картины в позолоченной раме. Для освещения используется люстра.
- Ар-деко[7] отличается большей контрастностью и использованием современных материалов с акцентом на геометрические узоры в декоре.
- Барокко[8] характеризует массивная резная мебель, с обилием текстильной драпировки из шелка или атласа. Велико значение портьер. В барочной спальне обыкновенно присутствует балдахин. Из украшений используются напольные вазы, большие зеркала и картины соответствующей стилистики в деревянных рамах.
- Викторианский стиль[9] немыслим без обоев и деревянного фартука в нижней части стен. По сравнению с более ранними стилями викторианский стиль более аскетичен и лишен лепнины или колонн. Массивные комоды, камин и большие напольные часы являются атрибутами викторианского стиля. Помимо люстры используются светильники с абажурами.
- Модерн[10] в определенном степени противоположен ар-деко, так как на вместо геометрических узоров используются плавные линии и растительный орнамент. Из украшений актуален витраж.
- Классицизм[11] подразумевает использование колонн и лепнины в сочетании со светло-бежевыми тонами и центральной люстрой. В прихожей логична банкетка, а на кухне буфет с сервизом.
- Советский стиль[12] отличается простотой и функциональностью. Скатерти на столах, абажуры на лампах, сервант с сервизом. Неотъемлемым элементом советского быта были настенные ковры. Цветовая гамма неяркая и неброская. Особое место в гостиной занимал телевизор на тумбочке.
- Неоклассицизм
- Ренессанс[13]
- Рококо
- Готический стиль

Этнический стиль — отдельное направление в проектировании интерьеров, строится на традициях разных культур и народов Стиль представлен в виде отдельно взятых элементов или полностью прописанного мотива той или иной этники народа. В зависимости от пожеланий клиента в интерьере с разной частотой могут присутствовать стилизованные предметы или подлинные изделия той или иной страны. Уникальность этого направления в возможности объединять в себе разные стили в одном дизайне.
Самые популярные этнические архитектурные стили:
- Английский[15] в определенной степени подразумевает викторианский стиль, но к нему не сводится, поскольку он может включать и георгианский стиль. По сравнению с классическим стилем английский более прост, подразумевает наличие обоев, камина, кресел, торшера, бра и книжных шкафов.
- Восточный стиль[16] может распадаться на китайскую, японскую, арабскую, египетскую и марокканскую вариации. Общим является обилие мозаики в декоре и минимум мебели. Арабский стиль подразумевает сочетание витиеватых и геометрических узоров с арками и подушками. Китайский стиль отличается наличием пейзажных росписей, китайских фонариков и веера на стене. Японский характеризуется наличием среди материалов шелка, бамбука и бумаги.
- Египетский[17] стиль отличается наличием обязательной символики: сфинкс, лотос, скарабей, пирамида, египетские иероглифы. Присутствует песочно-желтый цвет с вкраплениями синего и черного, а также колонны и статуэтки в виде кошки. Из мебели используются сундуки и комоды. Кресла могут быть плетенными.
- Индийский — выделяется насыщенной палитрой цветов, в которой контрастируют совершенно противоположные тона. Среди преимуществ такого стиля можно выделить возможность создания яркой, насыщенной обстановки в самом бледном и ограниченном пространстве. К недостаткам относят излишнюю эмоциональность дизайна, которая может негативно влиять на людей с меланхоличным или сангвинистическим типом темперамента.
- Японский — подойдет ценителям минимализма и самобытной восточной культуры. Выделяется обилием натуральных материалов и цветочных композиций, придется по вкусу ценителям простых правильно структурированных пространств с минимальным количеством мебели.[18]
- Китайский[19]
- Русский[20]
- Скандинавский[21]
- Прованс
- Американский
- Африканский

Современные популярные разновидности дизайна интерьера:
- Бунгало
- Грандж[22]
- Кантри
- Китч
- Лофт[23]
- Контемпорари[24] характеризуется лаконизмом и функциональностью. Цвета предпочитаются светлые и холодные. Этот стиль пересекается с хай-теком и скандинавским. В отличие от авангарда, причудливые картины не используются. Изредка интерьер оживляется яркой функциональной деталью. Для окон характерны жалюзи.
- Минимализм
- Поп-арт[25]
- Постмодернизм
- Стимпанк[26]
- Техно
- Фьюжн[27]
- Хай-тек
- Шебби-шик
- Экостиль[28]
- Шале

## Цвет в интерьере
Важной задачей для дизайнера является правильная подборка цветовой палитры. Цвет играет одну из ведущих ролей во всём дизайне интерьера и служит мощным дизайнерским инструментом как в архитектуре пространства, так и в частях интерьера.
Цвет помогает сузить или расширить пространство, придать ему спокойствие или движение, сделать комнату более спокойной и комфортной или стрессовой или драматичной. Цветовая палитра, как и много другое составляется из общих описаний пожеланий заказчика и выбором самого дизайнера для реализации задумки. Каждый цвет подбирается с учётом пространства, стиля, личных особенностей интерьера и места.

## Процесс разработки
Разработка дизайна интерьера начинается с составления дизайн-проекта — комплекта документов, описывающих функциональные и дизайнерские решения, в них содержатся чертежи помещения и описания всех деталей будущего интерьера, включая отделочные материалы и расположение коммуникаций. Поскольку, дизайнер должен по максимуму использовать возможное пространство, множество деталей зависящих от самой конструкции дома, дизайнер уточняет у инженера-строителя. В работе над проектом, дизайнер часто напрямую сотрудничает с строителями, подрядчиками и архитекторами, для того, что бы все внесённые изменения были в рамках строительных и санитарных норм. В проекте присутствует техническое задание, в котором описаны все требования и пожелания заказчика.
Сначала производятся обмеры помещения, после чего разрабатываются примерные планировочные решения и эскизы. На этом этапе дизайнер предлагает заказчику несколько вариантов планировки с распределением основных функциональных зон и расстановкой мебели. Так как 3D-моделирование — трудозатратный процесс, на этапе примерного планирования подробные трёхмерные модели разрабатываются только после согласования с заказчиком.
После утверждения размещения зон разрабатываются проектировочные чертежи электрических проводов и планируется расположение электроприборов (освещение, электрический обогрев и прочее); в случае необходимости выполняются чертежи изменений в планировке; план потолков и напольных покрытий, размещения сантехнического оборудования, ведомости, содержащие сведения об отделке и заказываемых материалах и предметах мебели и декоре.
Следующим этапом является реализация запланированных работ; на этой стадии дизайнер контролирует работу отделочных и ремонтных бригад, предоставляя заказчику требуемую сметную документацию.
Состав и правила оформления рабочих чертежей архитектурных решений интерьеров производственных и вспомогательных здании всех отраслей промышленности и народного хозяйства установлены ГОСТ 21.507-81* СПДС. Интерьеры. Рабочие чертежи.

## Примеры дизайна интерьера

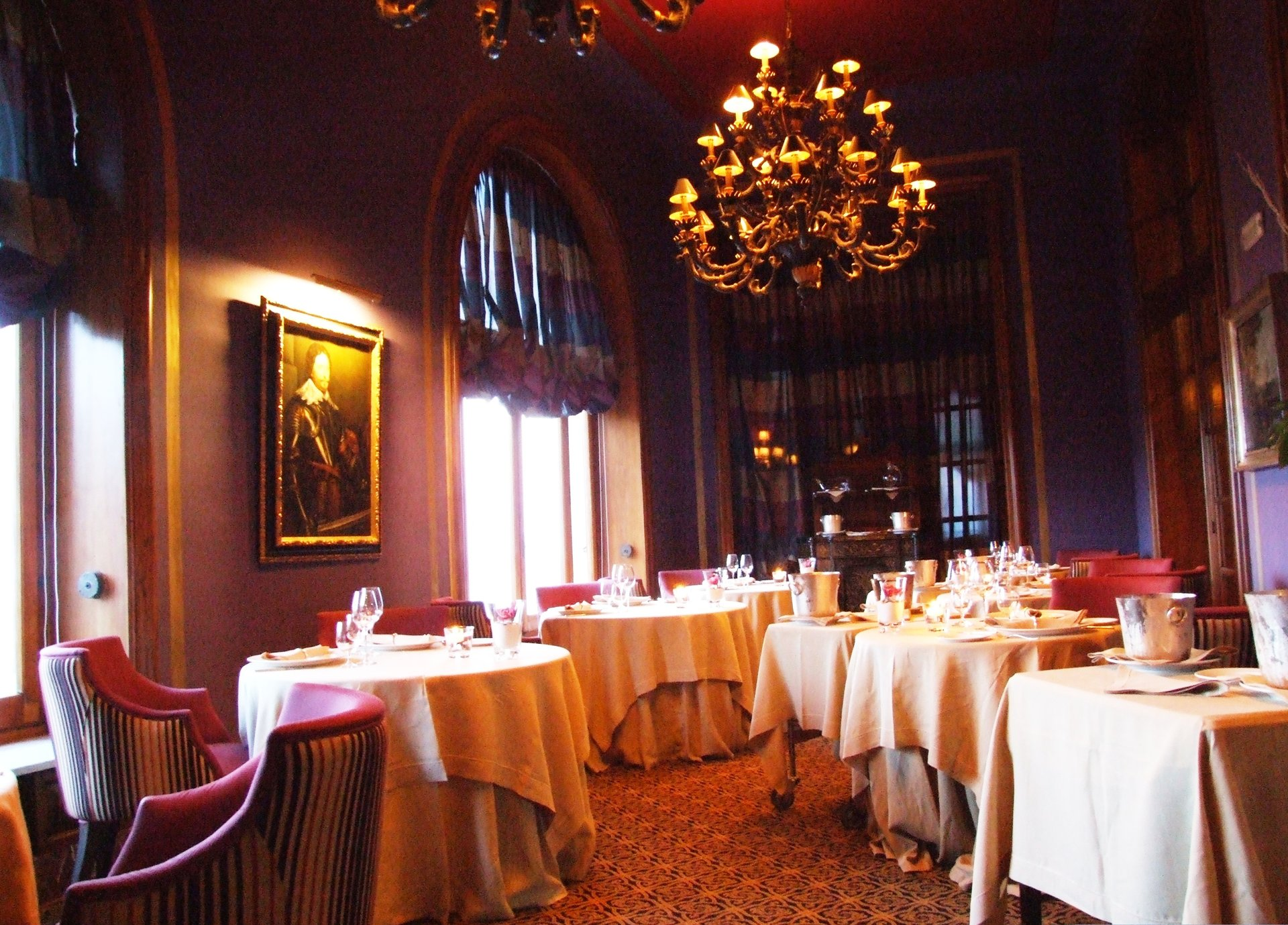
Отель Сан-Доминико в Таормине
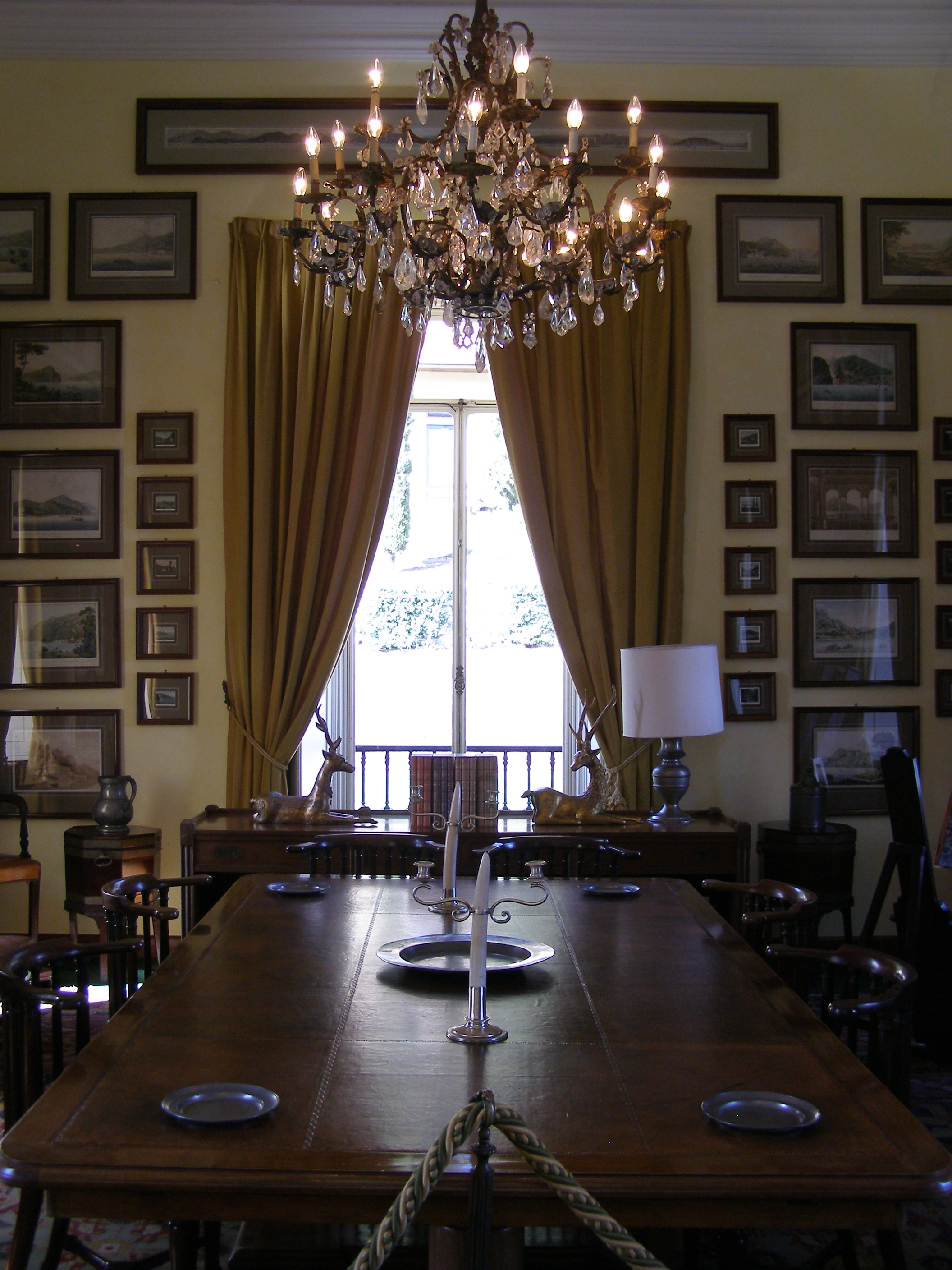
Вилла Балбьянелло
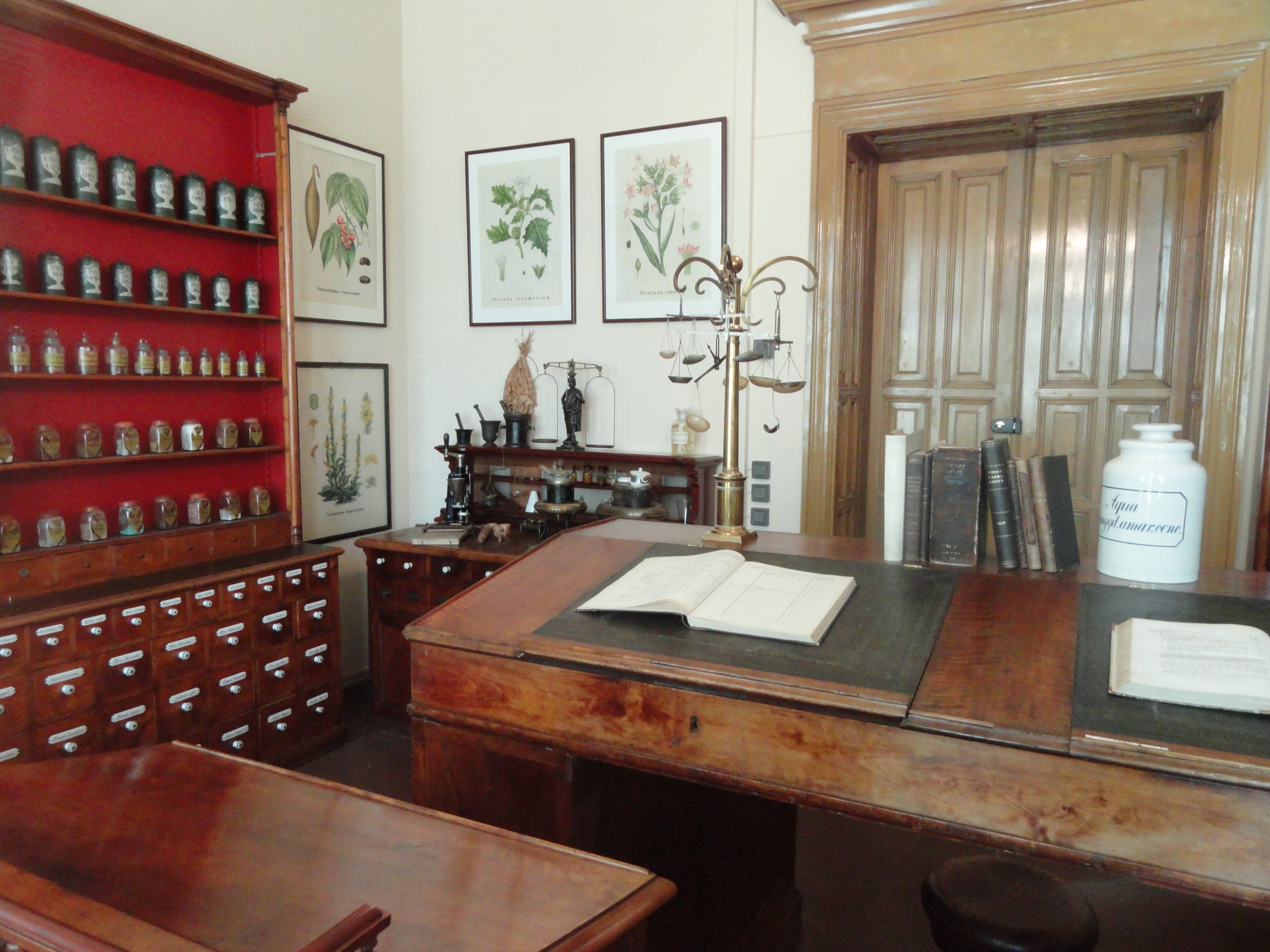
Аптека
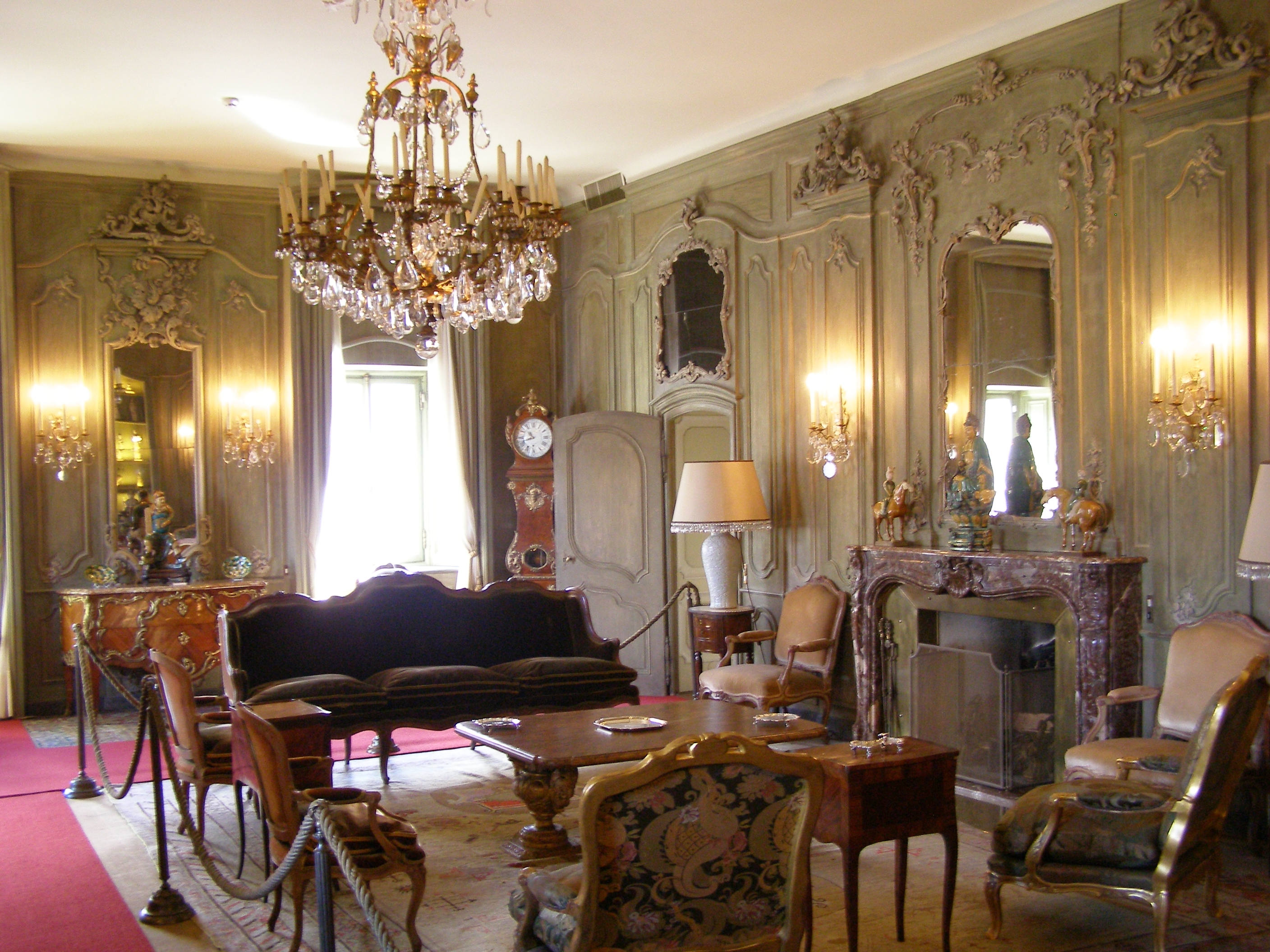
Вилла Ленно
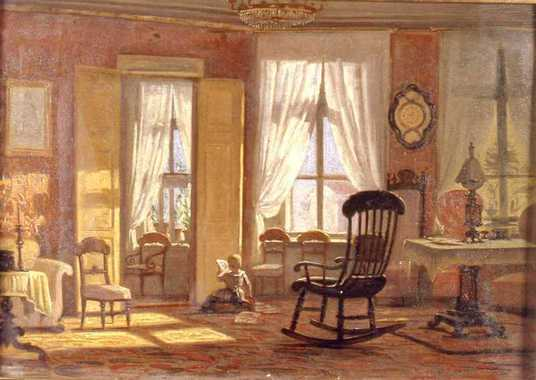
Салон
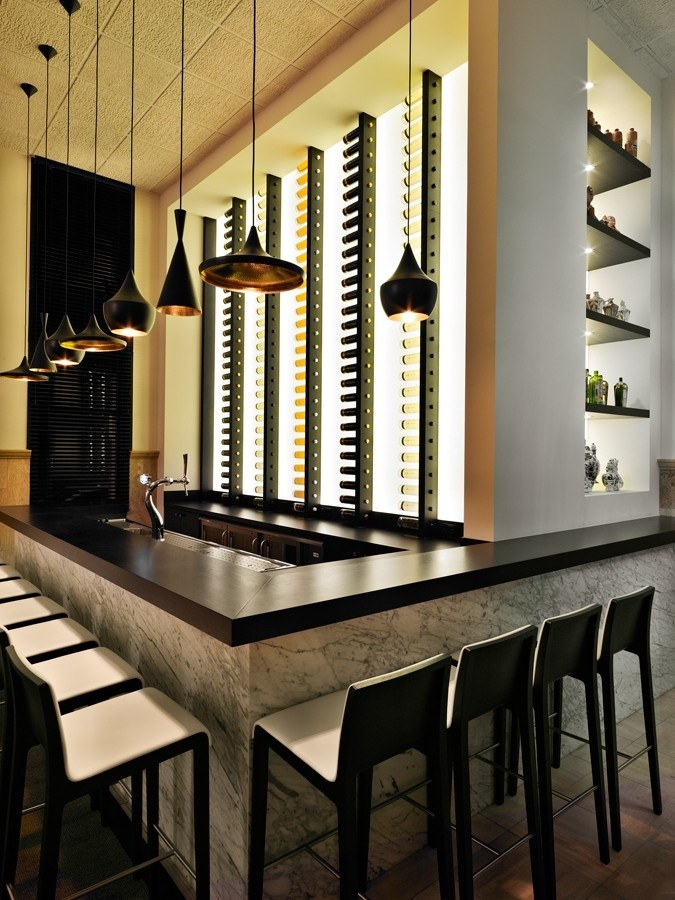
Бар в Роттердаме
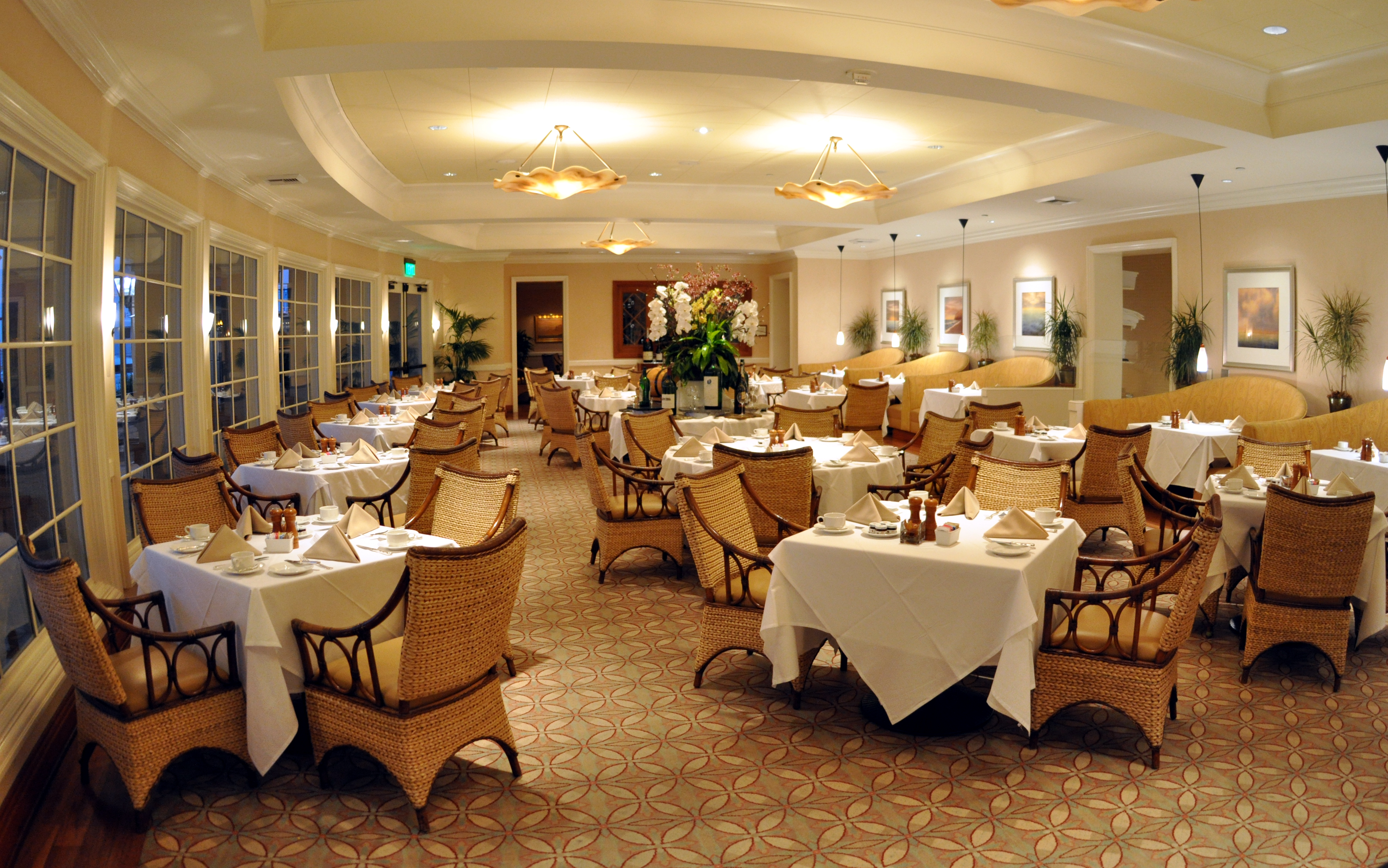
Клуб Бальбоа Бей
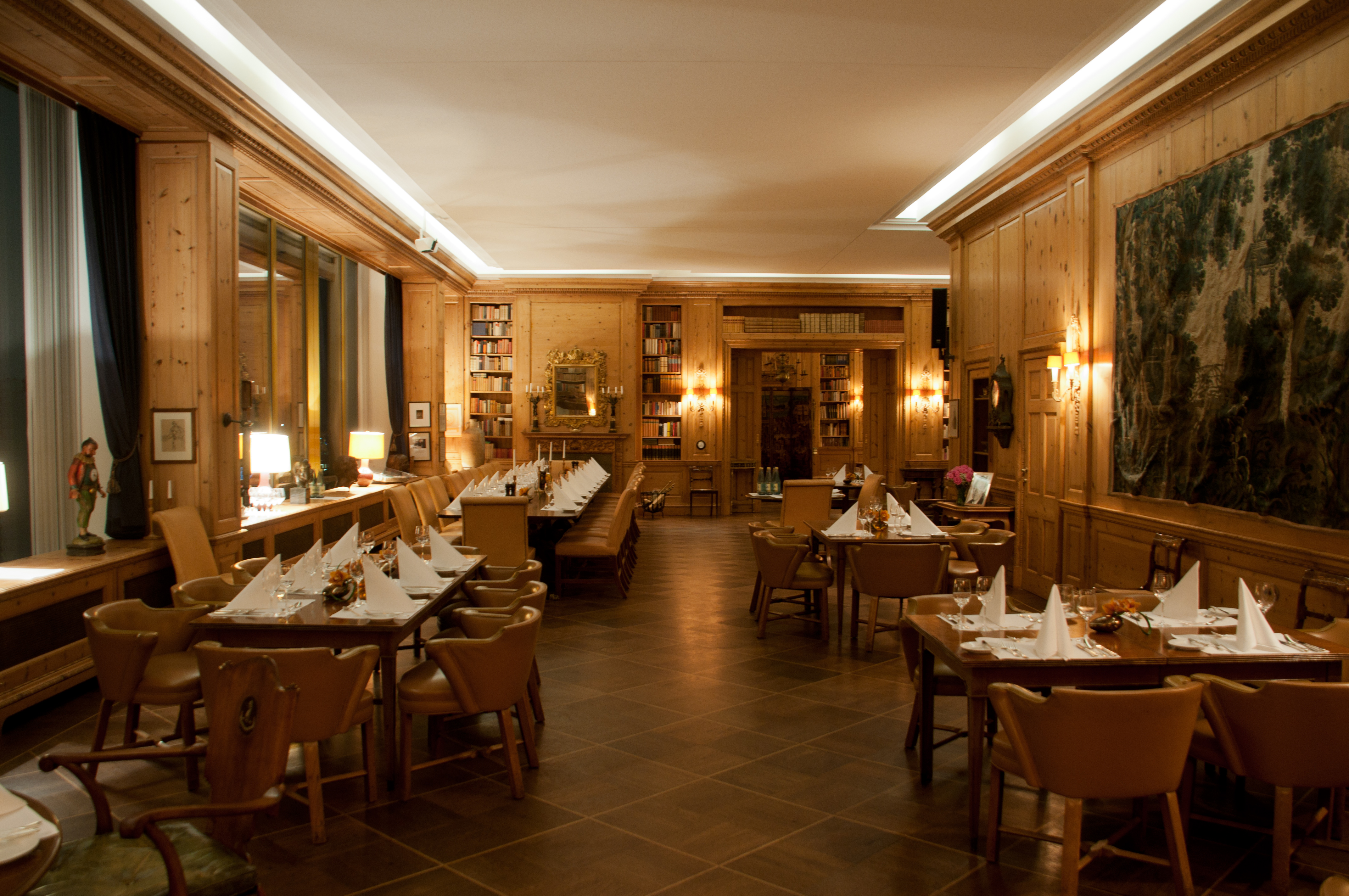
Обеденный зал в небоскрёбе Axel Springer (нем.)
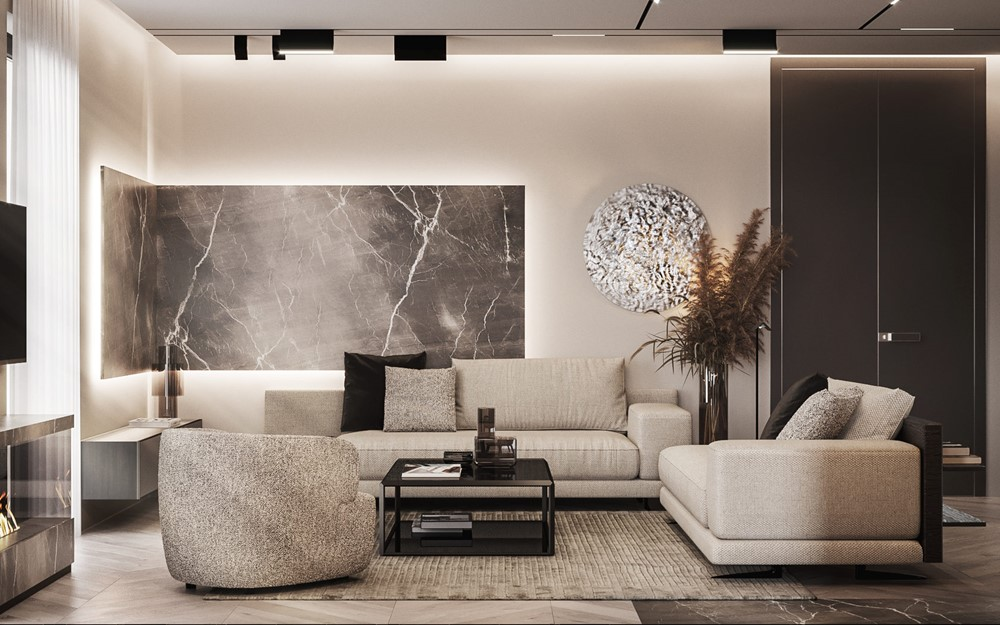
Квартира в Берлине
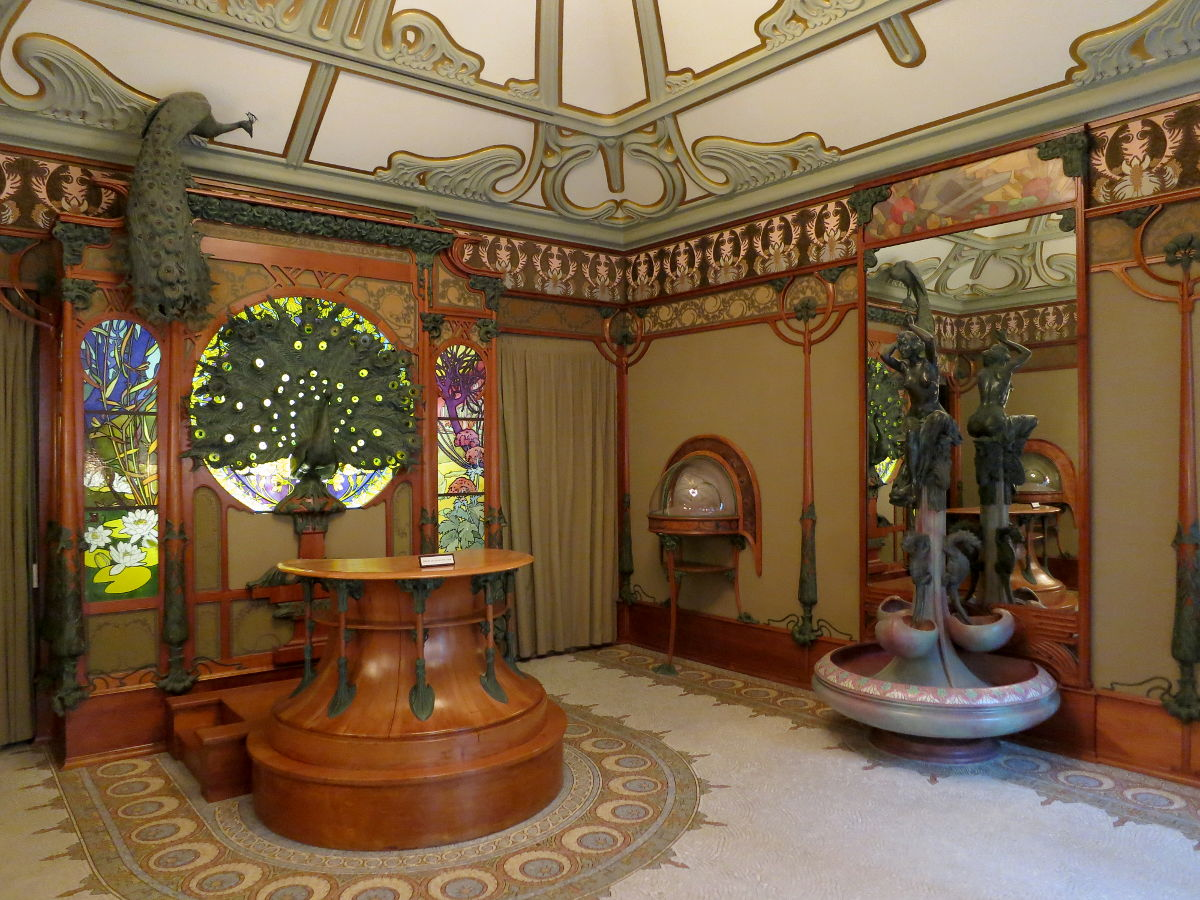
Ювелирный магазин Fouquet в Париже